# In the Flesh (serie de televisión)
In the Flesh fue una miniserie de televisión británica creada por Dominic Mitchell y transmitida por BBC Three. Su primera temporada fue estrenada el 17 de marzo de 2013. Está ambientada con posterioridad a un apocalipsis zombi y muestra cómo un adolescente zombi intenta reintegrarse en la sociedad.
En mayo de 2013 se confirmó la renovación de la serie por una segunda temporada. El rodaje empezó a finales de 2013 y se estrenó el 4 de mayo de 2014 en BBC Three. La segunda temporada tiene seis episodios.
En enero de 2015 BBC anunció la cancelación de la serie por falta de presupuesto en la cadena.

## Argumento
Kieren Walker es un adolescente británico que forma parte del grupo de personas que volvió a la vida durante los acontecimientos de un apocalipsis zombi, llegando a convertirse en muertos vivientes de carácter violento y caníbal. Una vez que el ataque de los zombis es controlado, la condición sufrida por ellos -denominada Síndrome del Parcialmente Muerto (Partially Deceased Syndrome o PDS)- es curada por el gobierno británico y se realizan esfuerzos por su reintegración en la comunidad. Kieren es enviado de vuelta con su familia, en el pueblo de Roarton (Lancashire). 
Sin embargo, su reintegración no será sencilla, ya que deben lidiar con los prejuicios de los demás. En Roarton hay una fuerte presencia de la Human Volunteer Force (HVF), una agrupación paramilitar que enfrentó a los zombis durante el ataque, por lo que debe mantener en secreto su condición.

## Personajes
- Kieren "Ren" Walker (Luke Newberry): es un adolescente que padece el Síndrome de Fallecimiento Parcial, y es enviado de vuelta a casa con su familia. Poseía una relación sentimental con su mejor amigo Rick Macy. Es tras enterarse de la muerte de este en Afganistán, y al no concebir la vida sin él, que terminó suicidándose cortándose las venas.
- Jemima "Jem" Walker (Harriet Cains): es la hermana menor de Kieren y miembro activo de la Human Volunteer Force. Se muestra hostil ante la llegada de su hermano, considerándolo todavía un zombi. Antes presenció como Kieren y otros rabiosos, en su estado sin medicina, devoraron a su mejor amiga, y pudiendo liquidar a Kieren, no lo hizo. Defendió a su pueblo de los ataques zombis, siendo considerada una heroína de guerra. Más adelante se le genera un miedo incontenible hacia los zombis.
- Steve Walker (Steve Cooper): Padre de Kieren. Encontró a su hijo en una cueva el día que se quitó la vida. No habla de aquel día, pero es el propio Kieren quien lo exhorta a dejar salir, de una vez, todo el dolor contenido.
- Sue Walker (Marie Critchley): Madre de Kieren. Es la integrante de la familia Walker que toma con más naturalidad la enfermedad de Kieren.
- Amy Dyer (Emily Bevan): Es otra adolescente tratada. Rápidamente se convierte en amiga del protagonista. A diferencia de él, Amy se siente orgullosa de su condición y no intenta esconderla.
- Simon Monroe (Emmett J. Scanlan): Tiene fuertes vínculos con la ULA (Undead Liberation Army - Ejército de liberación de los no-muertos), así como es uno de los 12 discípulos del misterioso Undead Prophet (Profeta no-muerto). Es el primero en ser tratado del PDS, teniendo éxito en seguir adelante con la medicación. Tras haber sido expulsado de su casa por su propio padre, con motivo de haber matado a su madre en su estado no medicado, se une a una comunidad de afectados donde adquiere los conocimientos del Undead Prophet. Más adelante se presenta en Roarton con Amy Dyer.
- Maxine Martin (Wunmi Mosaku): MP de Victus en Roarton. No considera a los afectados por el PDS "gente real" y aplica nuevas leyes sobre el pueblo respecto a ellos. Más adelante se desvela que espera que el Segundo Levantamiento devuelva a la vida a su hermano pequeño.
- Gary Kendall (Kevin Sutton): Miembro del HVF. Alta intolerancia a los afectados por el PDS.
- Rick Macy (David Walmsley ): Pareja de Kieren. Antes del apocalipsis zombi se unió al ejército y falleció en Afganistán, siendo posteriormente tratado y regresado al pueblo. Aunque su padre está contento de su regreso, no acepta su condición de parcialmente muerto y evita referirse al tema. Durante la primera temporada se explica que Rick estuvo involucrado sentimentalmente con Kieren antes de unirse al ejército.
- Bill Macy (Steve Evets): Líder de la HVF en el pueblo y padre de Rick. Su rabia hacia los muertos vivientes lo lleva a atacar incluso a los curados del síndrome, por temor a que vuelvan a su estado anterior.
- Janet Macy (Karen Henthorn): Esposa de Bill Macy y madre de Rick Macy.
- Phil Wilson (Stephen Thompson): es Concejal y trabaja para Maxime Martin. Suele visitar un burdel donde las trabajadoras sexuales son nada menos que chicas parcialmente muertas. Posteriormente comienza una relación con Amy Dyer.
- Vicario Oddie (Kenneth Cranham): El vicario del pueblo y un ferviente opositor de los parcialmente muertos. Considera que los muertos vivientes son seres malignos que deben ser eliminados, incluso aquellos que fueron curados.
- Ken Burton (Ricky Tomlinson): Vecino de la familia de Kieren. Su esposa también es afectada por el PDS.